# Tour der walisischen Rugby-Union-Nationalmannschaft nach Japan 2001
| Tour der Waliser nach Japan 2001 | Tour der Waliser nach Japan 2001 | Tour der Waliser nach Japan 2001 | Tour der Waliser nach Japan 2001 | Tour der Waliser nach Japan 2001 |
| Übersicht                        | S                                | G                                | U                                | N                                |
| -------------------------------- | -------------------------------- | -------------------------------- | -------------------------------- | -------------------------------- |
| Test Matches                     | 2                                | 2                                | 0                                | 0                                |
| Sonstige Spiele                  | 3                                | 1                                | 0                                | 2                                |
| Gesamt                           | 5                                | 3                                | 0                                | 2                                |
|                                  |                                  |                                  |                                  |                                  |
| Japan                            | 2                                | 2                                | 0                                | 0                                |

Die Tour der walisischen Rugby-Union-Nationalmannschaft nach Japan 2001 umfasste eine Reihe von Freundschaftsspielen der walisischen Rugby-Union-Nationalmannschaft. Sie reiste im Juni 2001 durch Japan und bestritt während dieser Zeit fünf Spiele. Darunter waren zwei Test Matches gegen die japanische Nationalmannschaft, die beide mit walisischen Siegen endeten. Hinzu kamen drei Spiele gegen Vereine und Auswahlteams, bei denen ein Sieg und zwei Niederlagen resultierten. Diese Tour war eher experimenteller Natur, da mehrere Stammspieler an der gleichzeitig stattfindenden Australien-Tour der British and Irish Lions teilnahmen.

## Spielplan
- Hintergrundfarbe grün = Sieg
- Hintergrundfarbe rot = Niederlage

(Test Matches sind grau unterlegt; Ergebnisse aus der Sicht von Wales)
| # | Datum         | Gegner             | Ort          | Stadion                     | Ergebnis |
| - | ------------- | ------------------ | ------------ | --------------------------- | -------- |
| 1 | 03. Juni 2001 | Suntory Sungoliath | Tokio        | Prinz-Chichibu-Rugbystadion | 41:45    |
| 2 | 06. Juni 2001 | Japan A            | Osaka        | Nagai Stadium               | 32:22    |
| 3 | 10. Juni 2001 | Japan              | Higashiōsaka | Hanazono-Rugbystadion       | 64:10    |
| 4 | 13. Juni 2001 | Pacific Barbarians | Tokio        | Prinz-Chichibu-Rugbystadion | 16:36    |
| 5 | 17. Juni 2001 | Japan              | Tokio        | Prinz-Chichibu-Rugbystadion | 53:30    |

## Test Matches
| 10. Juni 2001 14:00 JST | Japan                 | 10 : 64        | Wales                                                                                     | Hanazono-Rugbystadion, Higashiōsaka Zuschauer: 23.000 Schiedsrichter: Robert Dickson (Schottland) |
| 10. Juni 2001 14:00 JST | Versuche: Itō Vatuvei | (0:52) Bericht | Versuche: Durston Jones Lloyd Morgan (2) Gareth Thomas Williams (4) Erhöhungen: Jones (7) | Hanazono-Rugbystadion, Higashiōsaka Zuschauer: 23.000 Schiedsrichter: Robert Dickson (Schottland) |

Aufstellungen:
- Japan: Shin Hasegawa, Takeomi Itō, Tōru Kurihara, Tsutomu Matsuda, Yukio Motoki, Wataru Murata, Shōtarō Ōnishi, Nataniela Oto, Yūya Saitō, Masaaki Sakata , Hiroshi Sugawara, Hiroyuki Tanuma, Masahiko Toyoyoma, Pat Tuidraki, Lautangi Vatuvei 
 Auswechselspieler: Ken Iwabuchi, Akihito Katō, Koichi Kubo, Hideki Nanba, Yūji Sonoda, Eiji Yamamoto
- Wales: Chris Anthony, Gareth Cooper, Adrian Durston, Mark Jones, Stephen Jones, Andrew Lewis, Geraint Lewis, Andy Lloyd, Andy Moore , Kevin Morgan, Craig Quinnell, Gareth Thomas, Gavin Thomas, Iestyn Thomas, Shane Williams 
 Auswechselspieler: Nathan Budgett, Ben Evans, Gavin Henson, Steve Jones, Jamie Ringer, Jamie Robinson

| 17. Juni 2001 14:00 JST | Japan                                                                                     | 30 : 53         | Wales                                                                                             | Prinz-Chichibu-Rugbystadion, Tokio Zuschauer: 23.000 Schiedsrichter: Kelvin Deaker (Neuseeland) |
| 17. Juni 2001 14:00 JST | Versuche: Kubo Masuho Onozawa Erhöhungen: Iwabuchi Kurihara (2) Straftritte: Kurihara (3) | (20:19) Bericht | Versuche: Robinson Shanklin (2) Gareth Thomas (3) Gavin Thomas (2) Williams Erhöhungen: Jones (4) | Prinz-Chichibu-Rugbystadion, Tokio Zuschauer: 23.000 Schiedsrichter: Kelvin Deaker (Neuseeland) |

Aufstellungen:
- Japan: Shin Hasegawa, Ken Iwabuchi, Kazuya Koizumi, Koichi Kubo, Tōru Kurihara, Terunori Masuho, Yukio Motoki, Wataru Murata, Hideki Nanba, Hirotoki Onozawa, Yūya Saitō, Masaaki Sakata , Hiroyuki Tanuma, Masahiko Toyoyoma, Lautangi Vatuvei 
 Auswechselspieler: Jun Akune, Takeomi Itō, Pat Tuidraki, Ryō Yamamura
- Wales: Chris Anthony, Nathan Budgett, Gareth Cooper, Adrian Durston, Stephen Jones, Andrew Lewis, Andy Moore , Kevin Morgan, Craig Quinnell, Geraint Lewis, Tom Shanklin, Gareth Thomas, Gavin Thomas, Iestyn Thomas, Shane Williams 
 Auswechselspieler: Dwayne Peel, Jamie Ringer, Jamie Robinson, Chris Stephens